# Франсиско Суарес Португальский
Франси́шку Суа́реш де Аларка́н (Франсиско Суарес «младший»; порт. Francisco Soares de Alarcaõ; лат. Franciscus Soares Lusitanus, Ulyssiponensis; 1605, Торриш-Ведраш — 19 января 1659, Журоменья) — португальский философ второй схоластики, теолог и иезуит.

## Биография
Суареша также называли «Lusitanus» («Португальский») и «Ulyssiponensis» («Лиссабонский»), чтобы отличить от его испанского омонима Франсиско Суареса (Франсишку Суареш на португальском языке). Родился в 1605 году в Торриш-Ведраш. Он преподавал философию и теологию в Коимбре и Эворе.
Вступив в Общество Иисуса в феврале 1619 года, он изучал философию в Collegium Conimbricense (коллегии искусств) в Коимбре между 1623 и 1627 годами и теологию в коллегии Иисуса (в Коимбре) между 1631 и 1635 годами, прежде чем стать известным профессором философии и, прежде всего, теологии. Сначала он преподавал философию в коллегии искусств (1636–1640), затем посвятил себя теологии в коллегии Иисуса (1640–1654) и в Эворском университете (Eborense Collegium Spiritus Sancti, 1654–1659), где  стал ректором (1658–1659).
Умер 19 января 1659 года в Журоменьи. 

## Философский курс (Cursus Philosophicus)
В 1651 году Франсишку Суареш опубликовал свой Cursus Philosophicus, обширный комментарий к Аристотелю, который должен был заменить коимбрские комментарии к аристотелевской философии. Cursus Philosophicus Суареша пользовался большой популярностью в Португалии и в португалоязычном мире до конца XVII века и переиздавался вплоть до 1701–1703 годов. 
Его курс философии был в некотором роде задуман как своего рода «пролог» к теологическому труду. Однако эта цель так и не была реализована, поскольку Суареш умер в 1659 году в Журоменьи во время Португальской войны за независимость против Испании, участвуя в академическом батальоне университета Эворы.

### Структура курса
- логика;
- физика и натурфилософия («Физика», «О небе», «Метеорологика», «Малые сочинения о природе»);
- натурфилософия и психология («О возникновении и уничтожении», «О душе»);
- метафизика («Метафизика»).

### Натурфилософия
В комментариях к трактатам «О небе» Аристотеля и особенно к «О возникновении и уничтожении» Франсишку Суареш  выдвинул корпускулярную концепцию материи в контексте аристотелевской метафизической структуры формы и материи. Его анализ показывает, что философы-томисты раннего Нового времени внесли свой вклад в решение апории, выявленной немецким историком науки Аннелиз Майер, в отношениях между аристотелевской теорией материи и метафизикой гилеморфизма. Согласно Суарешу, физическая материя была образована мельчайшими корпускулами, наделенными формой (и материей), которые под влиянием внешних причин, таких как влияние планет, могли в дальнейшем разделяться или присоединяться к другим элементам, порождая новые соединения. Таким образом, в натурфилософии Суареша корпускулы играли ключевую роль, понимание которых имело решающее значение для объяснения природных процессов.
В натурфилософии Суареша корпускулы играли ключевую роль, понимание которых имело решающее значение для объяснения природных процессов. Тем не менее, корпускуляризм Суареша отличается либо от механического корпускуляризма, который объяснял природу посредством взаимодействия, движения, размера, формы и количества малых атомов, либо от алхимического корпускуляризма, который рассматривал смесь как связь элементарных частиц (сера и ртуть), сохраняющих их собственную идентичность в соединении, что позволяет их повторно уловить с помощью лабораторных процессов. С точки зрения Суареша, теория существования малых и тонких корпускул полностью согласуется с аристотелевской концепцией элементов (земля, вода, воздух и огонь) и метафизикой формы и материи.

## Труды
- Cursus Philosophicus in quattuor tomos distributus. Tomus primus comprehendes Logicam, Conimbricae Typis Pauli Craesbeeck, 1651.
- Cursus Philosophicus in quattuor tomos distributus. Tomus secundus continens universam doctrinam in Libros Aristotelis Physicorum, de Caelo, Meteorios, et Parvis Naturalibus, Conimbricae Typis Pauli Craesbeeck, 1651.
- Cursus Philosophicus in quattuor tomos distributus. Tomus tertius continens universam doctrinam in Libros Aristotelis de Generatione, et Anima. Conimbricae Typis Pauli Craesbeeck, 1651.
- Cursus Philosophicus in quattuor tomos distributus. Tomus quartus continens universam doctrinam in Aristotelis Methaphysicam. Conimbricae Typis Pauli Craesbeeck, 1651.
- Tractatus de Paenitentia. Eborae Typis Academiae, 1678.
- De Censuris Ecclesiasticis, & Bulla Caenae.
- Commentaria in Primam Partem D. Thomae.